# Adoor
Adoor es una ciudad y  municipio situada en el distrito de Pathanamthitta en el estado de Kerala (India). Su población es de 29171  habitantes (2011). Se encuentra a 48 km de Pathanamthitta y a 179 km de Thrissur.

## Demografía
Según el censo de 2011 la población de Adoor era de 29171 habitantes, de los cuales 13741 eran hombres y 15430 eran mujeres. Adoor tiene una tasa media de alfabetización del 96,31%, superior a la media estatal del 94%. la alfabetización masculina es del 97,49%, y la alfabetización femenina del 95,27%.